# Sanat Naft Abadan FC
El Sanat Naft Abadan Football Club es un equipo de fútbol iraní que actualmente juega en la Iran Pro League de la liga iraní de fútbol.

## Historia
El equipo fue fundado en 1972. No fue hasta el año 2002 que jugó por primera vez en la Liga Azadegan, donde jugaron tan solo un año, dado que descendieron al acabar la temporada. Jugó en la segunda división hasta 2010, momento en el que ascendieron en la Iran Pro League. Tras un nuevo descenso en 2013, y un nuevo ascenso en 2016, el equipo permanece en la primera división del fútbol iraní.

## Entrenadores
| Nombre                | Nac                     | Desde             | Hasta             |
| --------------------- | ----------------------- | ----------------- | ----------------- |
| Harry Gome            | Bandera de Inglaterra   | Febrero de 1972   | Diciembre de 1974 |
| Gholam Hossein Vaghef | Bandera de Irán         | Enero de 1975     | Diciembre de 1976 |
| Manouchehr Salia      | Bandera de Irán         | Febrero de 1977   | Junio de 1991     |
| Jassem Ahleiorf       | Bandera de Irán         | Junio de 1991     | Junio de 1992     |
| Ali Firouzi           | Bandera de Irán         | Junio de 1992     | Junio de 1994     |
| Abdolvahed Bazme      | Bandera de Irán         | Junio de 1994     | Junio de 1995     |
| Ali Firouzi           | Bandera de Irán         | Junio de 1995     | Junio de 1999     |
| Gevorg Papiyan        | Bandera de Armenia      | Junio de 1999     | Diciembre de 1999 |
| Fereydoun Moeeni      | Bandera de Irán         | Diciembre de 1999 | Junio de 2000     |
| Ebrahim Ghasempour    | Bandera de Irán         | Junio de 2000     | Junio de 2002     |
| Mansour Pourheidari   | Bandera de Irán         | Junio de 2002     | Noviembre de 2002 |
| Ebrahim Ghasempour    | Bandera de Irán         | Noviembre de 2002 | Junio de 2003     |
| Abdolreza Barzegari   | Bandera de Irán         | Junio de 2003     | Octubre de 2003   |
| Hassan Dashti         | Bandera de Irán         | Octubre de 2003   | Junio de 2004     |
| Baýram Durdyýew       | Bandera de Turkmenistán | Julio de 2004     | Enero de 2005     |
| Parviz Mazloomi       | Bandera de Irán         | Enero de 2005     | Junio de 2006     |
| Acácio Casimiro       | Bandera de Portugal     | Junio de 2006     | Junio de 2007     |
| Ebrahim Ghasempour    | Bandera de Irán         | Junio de 2007     | Febrero de 2008   |
| Ahmad Tousi           | Bandera de Irán         | Febrero de 2008   | Junio de 2008     |
| Mojtaba Taghavi       | Bandera de Irán         | Julio de 2008     | Febrero de 2009   |
| Bijan Zolfagharnasab  | Bandera de Irán         | Febrero de 2009   | Febrero de 2010   |

| Name                     | Nat                 | From               | To                 |
| ------------------------ | ------------------- | ------------------ | ------------------ |
| Acácio Casimiro          | Bandera de Portugal | Febrero de 2010    | Febrero de 2011    |
| Gholam Hossein Peyrovani | Bandera de Irán     | Febrero de 2011    | Noviembre de 2011  |
| José Costa               | Bandera de Portugal | Noviembre de 2011  | Septiembre de 2012 |
| Acácio Casimiro          | Bandera de Portugal | Septiembre de 2012 | Mayo de 2013       |
| Saeed Salamaat           | Bandera de Irán     | Mayo de 2013       | Junio de 2013      |
| Ebrahim Ghasempour       | Bandera de Irán     | Junio de 2013      | Marzo de 2014      |
| Behnam Seraj             | Bandera de Irán     | Marzo de 2014      | Agosto de 2014     |
| Carlos Manuel            | Bandera de Portugal | Agosto de 2014     | Diciembre de 2015  |
| Nader Dastneshan         | Bandera de Irán     | Diciembre de 2015  | Enero de 2017      |
| Firouz Karimi            | Bandera de Irán     | Enero de 2017      | Mayo de 2017       |
| Faraz Kamalvand          | Bandera de Irán     | Mayo de 2017       | Junio de 2018      |
| Paulo Sérgio             | Bandera de Portugal | Junio de 2018      | Mayo de 2019       |
| Dragan Skočić            | Bandera de Croacia  | Julio de 2019      | Febrero de 2020    |
| Behnam Seraj             | Bandera de Irán     | Febrero de 2020    | Agosto de 2020     |
| Sirous Pourmousavi       | Bandera de Irán     | Septiembre de 2020 | Septiembre de 2021 |
| Alireza Mansourian       | Bandera de Irán     | Septiembre de 2021 | Junio de 2022      |
| Reza Parkas              | Bandera de Alemania | Julio de 2022      | Septiembre de 2022 |
| Firouz Karimi            | Bandera de Irán     | Septiembre de 2022 | Noviembre de 2022  |
| Edson Tavares            | Bandera de Brasil   | Noviembre de 2022  | Marzo de 2023      |
| Abdollah Veisi           | Bandera de Irán     | Marzo de 2023      | Enero de 2024      |
| Winfried Schafer         | Bandera de Alemania | Enero de 2024      | Presente           |